# Serguei Lavrenenko
Serguei Lavrenenko (en rus: Сергей Лаврененко) (Saran, província de Kharagandí, 15 de maig de 1972) va ser un ciclista kazakh. Va combinar la carretera amb el ciclisme en pista. Del seu palmarès destaca la Volta a Turquia del 2000 i una medalla de bronze al Campionat del món de Puntuació. Va participar en dos edicions dels Jocs Olímpics.

## Palmarès en ruta
- 1995
  - Vencedor d'una etapa al Rapport Toer
  - Vencedor d'una etapa a la Volta a l'Equador
- 2000
  - 1r al Volta a Turquia i vencedor d'una etapa
  - Vencedor d'una etapa a la Volta a Egipte
  - Vencedor d'una etapa a la Volta a Sèrbia
- 2001
  - Vencedor d'una etapa a la Volta a Egipte
- 2004
  - Vencedor d'una etapa a la Volta a Turquia
- 2005
  - Vencedor d'una etapa a la Volta a Egipte
- 2006
  - Vencedor d'una etapa al Tour del Camerun
  - Vencedor d'una etapa al Kerman Tour

## Palmarès en pista
- 1998
  - Medalla d'or als Jocs Asiàtics de 1998 en Puntuació